# Фирлей, Ян (подскарбий великий коронный)
Ян Фирлей (ум. 1614) — государственный деятель Речи Посполитой, подскарбий великий коронный (1590—1609), каштелян войницкий (1613—1614).

## Биография
Представитель польского магнатского рода Фирлеев герба"Леварт". Сын великого маршалка коронного и воеводы краковского Яна Фирлея (1521—1574) и Софии Бонер (ум. 1563). Братья — Николай, Пётр, Анджей и Генрик.
Был воспитан родителями в протестантском духе, около 1600 года отказался от кальвинизма и принял римско-католическую веру.
В 1590 году Ян Фирлей получил должность подскарбия великого коронного, которую занимал до 1609 года. В 1613 году был назначен каштеляном войницким.
В 1592 году женился на Гертруде Опалинской (1569—1602), дочери маршалка великого коронного Анджея Опалинского (1540—1593) и Катаржины Косцелецкой. Дети:
- Анджей Фирлей (ум. после 1622), староста казимирский и медицкий, ротмистр королевский (1614)
- Генрик Фирлей (ок. 1600—1635), референдарий великий коронный (1625—1632), епископ пшемысльский (1630) и познанский (1634)
- Катаржина Фирлей, жена подкомория любельского Адама Носковского
- София Фирлей (ум. 1645), жена каштеляна садецкого Самуила Лянцкоронского (ок. 1579—1638).